# Vicente Cerna Sandoval
El Mariscal Vicente Cerna y Cerna Sandoval va ser President de Guatemala des del 24 de maig de 1865 fins al 29 de juny de 1871. Va pertànyer al Partit Conservador i va accedir al poder després de la mort del president vitalici de Guatemala, tinent coronel Rafael Carrera en 1865.